# 조지프 에머슨 우스터

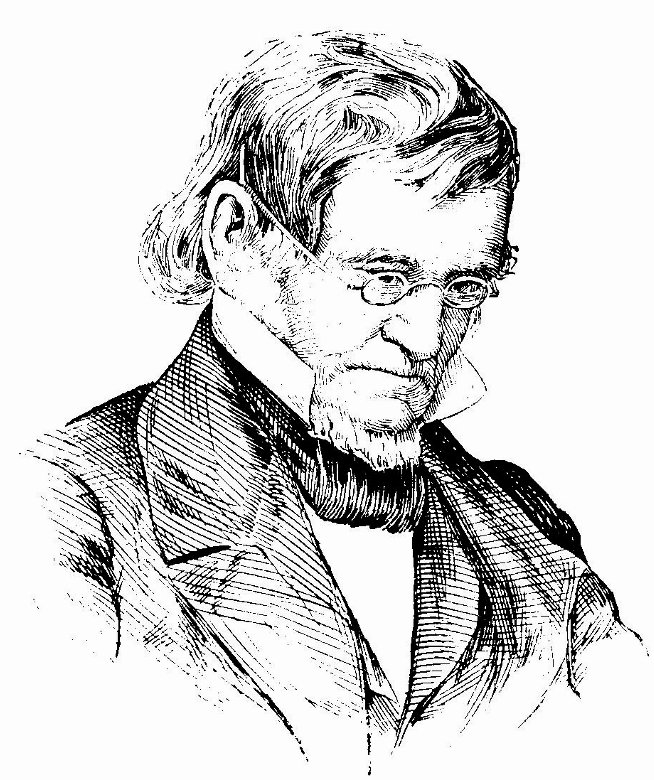
조지프 에머슨 우스터

조지프 에머슨 우스터(영어: Joseph Emerson Worcester, 1784년 9월 24일 ~ 1865년 10월 27일)는 미국의 사전 편찬가이다. 19세기 중반에 웹스터 사전의 노아 웹스터의 주요 경쟁자였으며, 그들의 경쟁은 "사전 전쟁"(Dictionary wars)으로 알려져 있다. 우스터의 사전은 단어를 미국화하려는 노아 웹스터의 시도와는 달리 전통적인 발음과 철자에 초점을 맞추었다. 우스터는 미국 작가들로부터 존경을 받았었고 그의 사전은 나중에 1864년 웹스터의 사전이 등장할 때까지 미국 시장에서 유명했었다. 1865년 우스터의 죽음 이후, 그들의 전쟁은 서서히 막을 내렸다.

## 우스터 사전
우스터의 첫 편집된 사전은 토드(Todd)에 의해 개정된 새뮤얼 존슨의 영어 사전과 1827년에 미국에서 출판된 워커 사전(Walker's Pronouncing Dictionary Combined)에 의해 완비된 것이었다. 웹스터 사전 제작 보조로 일했던 그는 1829년에 웹스터 작품의 요약본을 만들었다. 우스터는 웹스터 사전이 전통과 우아함을 희생시킨다고 믿었다. 우스터의 버전은 새로운 단어를 추가하고, 어원을 배제하고, 발음에 집중하였다.

## 같이 보기
- 새뮤얼 존슨
- 챔버스 사전